# Stimmkreis Pfaffenhofen a.d.Ilm
Der Stimmkreis Pfaffenhofen an der Ilm (Stimmkreis 126 seit der Landtagswahl 2018; Stimmkreisbezeichnung bis 2008 Pfaffenhofen an der Ilm, Schrobenhausen) ist ein Stimmkreis in Oberbayern. Er umfasste bis 2008 den Landkreis Pfaffenhofen a.d.Ilm sowie die Stadt Schrobenhausen und die Gemeinden Aresing, Berg im Gau, Brunnen, Ehekirchen, Gachenbach, Karlshuld, Königsmoos, Langenmosen, Waidhofen des Landkreises Neuburg-Schrobenhausen. Wahlberechtigt waren 2008 bei der Landtagswahl 118.588 Einwohner.
Zur Landtagswahl 2013 erhielt der Stimmkreis eine neue Bezeichnung und die Stimmkreisnummer 125 statt zuvor 124. Die Gemeinden Hohenwart, Gerolsbach, Scheyern aus dem Landkreis Pfaffenhofen und die Gemeinden Aresing, Ehekirchen, Karlshuld, Königsmoos, Schrobenhausen und die Verwaltungsgemeinschaft Schrobenhausen aus dem Landkreis Neuburg-Schrobenhausen wurden an den neuen Stimmkreis Neuburg-Schrobenhausen abgegeben. Der Stimmkreis heißt nun Stimmkreis Pfaffenhofen a.d.Ilm.

## Landtagswahl 2023
Zur Landtagswahl 2023 traten folgende Parteien und Direktkandidaten im Stimmkreis Pfaffenhofen a.d.Ilm an und erzielten folgende Ergebnisse:
| Nr. | Direktkandidat    | Partei           | Erststimmen in % | Gesamtstimmen in % |
| --- | ----------------- | ---------------- | ---------------- | ------------------ |
| 1   | Karl Straub       | CSU              | 33,0             | 35,4               |
| 2   | Roland Dörfler    | GRÜNE            | 9,7              | 10,0               |
| 3   | Sebastian Schrott | Freie Wähler     | 21,9             | 20,2               |
| 4   | Tobias Teich      | AfD              | 16,8             | 16,6               |
| 5   | Markus Käser      | SPD              | 8,7              | 7,8                |
| 6   | Bianca Gutöhrle   | FDP              | 2,2              | 2,5                |
| 7   | Moritz Fuchs      | LINKE            | 1,0              | 1,0                |
| 8   | Robert Prado Diaz | BP               | 1,0              | 1,0                |
| 9   | Stefan Skoruppa   | ÖDP              | 3,6              | 2,9                |
| 10  | Michael Herber    | Die PARTEI       | 1,1              | 0,9                |
| 11  | -                 | Tierschutzpartei | -                | 0,4                |
| 12  | Tobias Förth      | V-Partei³        | 0,2              | 0,2                |
| 13  | -                 | PdH              | -                | 0,1                |
| 14  | Stefan Kohwagner  | dieBasis         | 0,8              | 0,8                |
| 15  | -                 | Volt             | -                | 0,2                |

## Landtagswahl 2018
Im Stimmkreis waren insgesamt 82.997 Einwohner wahlberechtigt. Die Landtagswahl am 14. Oktober 2018 hatte folgendes Ergebnis:
| Direktkandidat           | Partei               | Erststimmen in % | Gesamtstimmen in % | Veränderung der Gesamtstimmen im Vergleich zur Landtagswahl 2013 in % |
| ------------------------ | -------------------- | ---------------- | ------------------ | --------------------------------------------------------------------- |
| Karl Straub              | CSU                  | 35,7             | 37,8               | - 14,4                                                                |
| Markus Käser             | SPD                  | 9,8              | 8,7                | − 11,0                                                                |
| Albert Gürtner           | Freie Wähler         | 13,4             | 12,4               | + 3,5                                                                 |
| Wilhelm Reim             | GRÜNE                | 11,3             | 12,5               | + 6,8                                                                 |
| Josef Schäch             | FDP                  | 9,4              | 7,2                | + 4,0                                                                 |
| Werner de la Motte Rouge | LINKE                | 2,2              | 2,4                | + 0,5                                                                 |
| Robert Prado Diaz        | BP                   | 2,1              | 2,2                | − 0,6                                                                 |
| Siegfried Ebner          | ÖDP                  | 2,0              | 1,9                | - 0,4                                                                 |
| -                        | PIRATEN              | -                | 0,2                | - 1,8                                                                 |
| Tobias Teich             | AfD                  | 12,8             | 12,9               | + 12,9                                                                |
| -                        | LKR                  | -                | 0,0                | + 0,0                                                                 |
| -                        | mut                  | -                | 0,1                | + 0,1                                                                 |
| -                        | Die Humanisten       | -                | 0,1                | + 0,1                                                                 |
| Max Wallner              | Die Partei           | 0,8              | 0,7                | + 0,7                                                                 |
| -                        | Gesundheitsforschung | -                | 0,1                | + 0,1                                                                 |
| -                        | Tierschutzpartei     | -                | 0,4                | + 0,4                                                                 |
| Sebastian Steinacher     | V-Partei³            | 0,4              | 0,4                | + 0,4                                                                 |

Der Stimmkreis wird im Landtag durch den direkt gewählten Stimmkreisabgeordneten Karl Straub (CSU) vertreten.

## Landtagswahl 2013
Bei der Landtagswahl vom 15. September 2013 waren im neugebildeten Stimmkreis nurmehr 80.762 Einwohner wahlberechtigt. Die Wahl hatte untenstehendes Ergebnis. Die bisherige Stimmkreisabgeordnete Erika Görlitz trat nicht mehr an. Zu ihren Nachfolger wurde Karl Straub gewählt.
| Direktkandidat                   | Partei       | Erststimmen in % | Gesamtstimmen in % | Veränderung gegenüber 2008 |
| -------------------------------- | ------------ | ---------------- | ------------------ | -------------------------- |
| Karl Straub                      | CSU          | 47,1             | 52,2               | - 10,2                     |
| Markus Käser                     | SPD          | 19,9             | 19,8               | + 5,1                      |
| Ute Singer, genannt Claudia Jung | Freie Wähler | 12,2             | 9,0                | - 8,9                      |
| Kerstin Schnap                   | GRÜNE        | 5,8              | 5,7                | - 2,5                      |
| Rainer Daschner                  | FDP          | 3,7              | 3,2                | - 3,8                      |
| Andreas Peter                    | Die Linke    | 2,0              | 1,8                | - 2,0                      |
| Richard Fischer                  | ÖDP          | 2,6              | 2,3                | - 0,3                      |
| Günter Peschke                   | REP          | 1,2              | 1,0                | + 0,1                      |
| Erich Wimmer                     | BP           | 3,1              | 2,8                | + 1,3                      |
| kein Direktkandidat              | BüSo         | X                | 0,0                | + 0,0                      |
| kein Direktkandidat              | Die Freiheit | X                | 0,1                | + 0,1                      |
| Stefan Gröller                   | PIRATEN      | 2,3              | 2,1                | + 2,1                      |

## Landtagswahl 2008
Die Landtagswahl 2008 hatte untenstehendes Ergebnis. Die bisherige Stimmkreisabgeordnete Erika Göritz wurde bestätigt.
| Direktkandidat                   | Partei       | Erststimmen in % | Gesamtstimmen in % | Veränderung gegenüber 2003 |
| -------------------------------- | ------------ | ---------------- | ------------------ | -------------------------- |
| Erika Görlitz                    | CSU          | 43,6             | 44,2               | - 24,7                     |
| Astrid Welter-Herzberger         | SPD          | 12,8             | 13,7               | - 1,0                      |
| Roland Dörfler                   | GRÜNE        | 7,0              | 7,6                | + 2,5                      |
| Ute Singer, genannt Claudia Jung | Freie Wähler | 19,4             | 18,8               | + 13,8                     |
| Nikolaus Kühn                    | FDP          | 7,0              | 6,6                | + 4,7                      |
| Günter Peschke                   | REP          | 0,9              | 0,9                | - 0,5                      |
| Helmut Riedl                     | ödp          | 2,9              | 2,1                | - 0,1                      |
| Werner Straßer                   | BP           | 1,7              | 1,4                | + 0,7                      |
| -                                | BüSo         | -                | 0,0                | 0,0                        |
| Christian Moll                   | LINKE        | 3,5              | 3,4                | + 3,4                      |
| -                                | VIOLETTE     | -                | 0,1                | + 0,1                      |
| Bernd Reichelt                   | NPD          | 1,2              | 1,2                | + 1,2                      |